# Euparatettix
Euparatettix är ett släkte av insekter. Euparatettix ingår i familjen torngräshoppor.

## Dottertaxa tillEuparatettix, i alfabetisk ordning[1]
- Euparatettix albonemus
- Euparatettix albostriatus
- Euparatettix annulicornis
- Euparatettix avellanitibis
- Euparatettix balteatus
- Euparatettix barbifemura
- Euparatettix barbifemuraoides
- Euparatettix bengalensis
- Euparatettix bimaculatus
- Euparatettix birmanicus
- Euparatettix brachynotus
- Euparatettix brachyptera
- Euparatettix candidistris
- Euparatettix circinihumerus
- Euparatettix cultratus
- Euparatettix erythronotus
- Euparatettix euguangxiensis
- Euparatettix fangchengensis
- Euparatettix gongshanensis
- Euparatettix guangxiensis
- Euparatettix guinanensis
- Euparatettix histricus
- Euparatettix indicus
- Euparatettix insularis
- Euparatettix jingdongensis
- Euparatettix leuconotus
- Euparatettix liubaensis
- Euparatettix lochengensis
- Euparatettix longipennis
- Euparatettix macrocephalus
- Euparatettix melanotus
- Euparatettix menglunensis
- Euparatettix menlunensis
- Euparatettix mimus
- Euparatettix nigrifemurus
- Euparatettix nigritibis
- Euparatettix obliquecosta
- Euparatettix parvus
- Euparatettix planipedonoides
- Euparatettix planipedonus
- Euparatettix prominemarginis
- Euparatettix pseudomelanotus
- Euparatettix rapidus
- Euparatettix rongshuiensis
- Euparatettix scabripes
- Euparatettix semihirsutus
- Euparatettix serrifemoralis
- Euparatettix sikkimensis
- Euparatettix similis
- Euparatettix sinufemoralis
- Euparatettix spicuvertexoides
- Euparatettix strimaculatus
- Euparatettix torulosinotus
- Euparatettix tricarinatus
- Euparatettix tridentatus
- Euparatettix variabilis
- Euparatettix waterstoni
- Euparatettix xinchengensis
- Euparatettix xizangensis
- Euparatettix yunnanensis